# Дудоров, Михаил Борисович
Михаил Борисович Дудоров (англ. Michael Doudoroff; 1911—1975) — американский микробиолог. Вместе с Натаном Энтнером открыл путь окисления глюкозы у некоторых бактерий, сейчас известный как путь Энтнера — Дудорова.
Родился в Санкт-Петербурге в 1911 году в семье морского офицера Бориса Петровича Дудорова. В 1917 году его отец стал морским атташе российского посольства в Японии. Семья переехала в Токио незадолго до октябрьского переворота. Там Дудоровы прожили 6 лет. Когда Михаилу было 12 лет, они переехали в Сан-Франциско. В 1929 году поступил в Стэнфордский университет, где и получил докторскую степень под руководством Корнелиса ван Ниля.
Сообщение об открытии неизвестного ранее пути окисления глюкозы было опубликовано в 1952 году.